# Шизиане, Паулина
Паулина Шизиане (порт.  Paulina Chiziane, 4 июня 1955, Манжаказе, провинция Газа) — мозамбикская писательница, пишет на португальском языке.

## Биография
Росла в протестантской семье, переехавшей в Мапуту (тогда Лоуренсу Маркиш). Дома говорили на языках шопе и ронга. Португальский язык учила в школе католических миссионеров. Начала изучать лингвистику в университете имени Эдуардо Мондлане, курса не закончила. Дебютировала в 1984 новеллами в прессе. В своей прозе сохраняет связь с традициями устного рассказа.
Активная участница политической жизни страны, член ФРЕЛИМО. Первая женщина в Мозамбике, написавшая роман; впервые обратилась к темам, которые ранее были абсолютно недопустимы в открытой печати, тем более — у авторов-женщин (в частности, многоженство, положение и самочувствие женщины в браке).

## Романы
- Баллада о любви к ветру/ Balada de Amor ao Vento (1990)
- Вихри Апокалипсиса/ Ventos do Apocalipse (1996)
- Седьмая клятва/ O Setimo Juramento (2000)
- Niketche: Uma História de Poligamia (2002, премия Жозе Кавейриньи)
- O Alegre Canto da Perdiz (2008)
- As Andorinhas (2008)

## Признание
Книги писательницы переведены на английский, французский, немецкий, испанский, итальянский языки.